# Slowenische Philharmonie (Orchester)

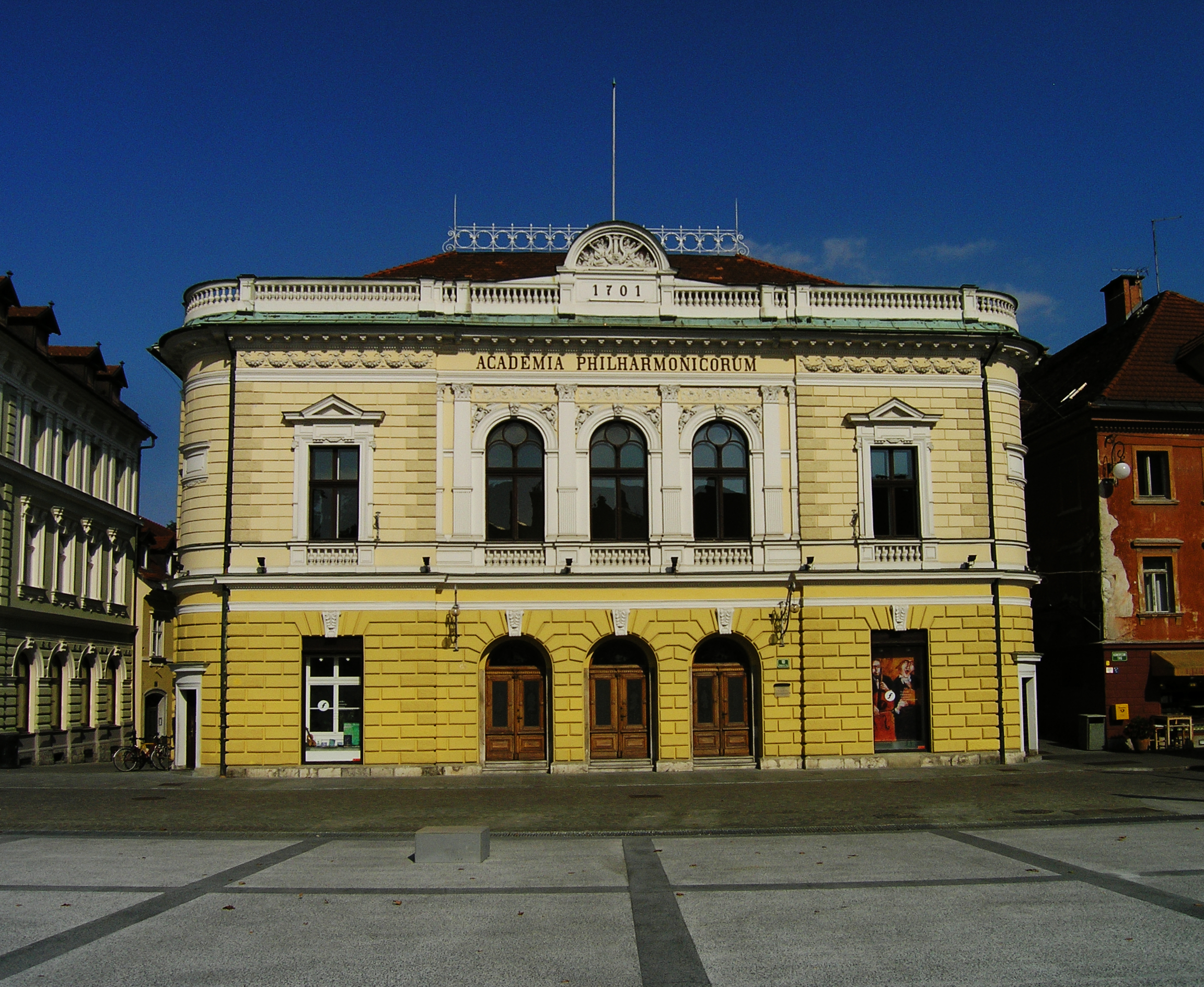
Gebäude der Slowenischen Philharmonie

Slowenische Philharmonie (Slowenisch: Slovenska filharmonija) oder auch Orchester der Slowenischen Philharmonie (Orkester Slovenske filharmonije) ist der Name eines Orchesters mit Sitz in Ljubljana, der Hauptstadt Sloweniens.
Die vorrangigen Aufführungsorte des Orchesters sind das Philharmonie-Gebäude am Kongressplatz (Kongresni trg) und seit 1982 das Cankar-Zentrum am Platz der Republik (Trg republike) in Ljubljana.

## Geschichte
Das Orchester wurde 1947 gegründet. Es führt seine Wurzeln zurück auf die Jahre 1700/1702, in denen die Laibacher Musikgesellschaft Academia Philharmonicorum Labacensium gegründet wurde.
Diese Vereinigung wurde 1794 zur Philharmonischen Gesellschaft (Filharmonična družba), fusionierte 1908 mit der Glasbena matica (Musikgesellschaft) und bildete das erste  Slowenische Philharmonischen Orchesters, das von 1908 bis 1913 bestand.
1947 wurde die Neugründung des Orchesters eingeleitet. Es gab am 13. Januar 1948 ihr erstes Konzert unter der Leitung von Salvador Bacarisse und in Anwesenheit des Komponisten Marjan Kozina, der der erste Administrator des Slowenischen Philharmonischen Orchesters wurde.

## Dirigenten
Das Orchester beschäftigte seit seiner Neugründung im Jahr 1948 eine Reihe „ständiger Dirigenten“ (stalni dirigenti), darunter Jakov Cipci (1948–1955), Samo Hubad (1948–1966), Bogo Leskovic (1951–1958) und Lovro von Matačić (1955–1956).
Oskar Danon war von 1970 bis 1974 der erste Dirigent, der den Titel eines Chefdirigenten des Orchesters trug. Der erste nicht-slowenische Chefdirigent des Orchesters war von 2005 bis 2008 George Pehlivanian. Von 2013 bis 2015 war die in Kanada geborene Keri-Lynn Wilson die erste weibliche Chefdirigentin in der Geschichte des Orchesters. Der jüngste Chefdirigent des Orchesters war von 2015 bis 2017 Uroš Lajovic.

## Ehrenmitglieder
Die Slowenische Philharmonie ernennt Ehrenmitglieder und führt in der entsprechenden Liste auch Ehrenmitglieder ihrer Vorläuferorganisationen. Hierzu gehören unter anderem František Josef Dusík, Josef Haydn (ernannt im Jahr 1800), Ludwig van Beethoven (1819), Niccolò Paganini (1824), Johannes Brahms (1885), Uroš Krek (1988), Primož Ramovš (1988), Milan Horvat (1999), Carlos Kleiber (2004), Irena Grafenauer (2008), Igor Ozim (2008), Ivo Petrić (2008), Marjan Kozina (2018)